# Тонкоклювый ксенопс
Тонкоклювый ксенопс (лат. Xenops tenuirostris) — вид птиц из семейства печниковых. Выделяют три подвида.

## Распространение
Обитают в Боливии, Бразилии, Колумбии, Эквадоре, Французской Гвиане, Гайане, Перу, Суринаме и Венесуэле. Естественной средой обитания этих птиц являются субтропические или тропические влажные равнинные леса, а также субтропические или тропические болота (заболоченные леса).

## Описание
Длина тела 10 см, а масса 9—11 г. Клиновидный клюв относительно длиннее и тоньше, чем у сородичей.

## Биология
Питаются членистоногими, в том числе прямокрылыми. Миграций не совершают.

## Классификация
Выделяют три подвида:
- Xenops tenuirostris acutirostris Chapman, 1923 — западная Гайана, север Венесуэлы, северо-восток Колумбии, север и северо-восток Перу

- Xenops tenuirostris hellmayri Todd, 1925 — Суринам и Французская Гвиана

- Xenops tenuirostris tenuirostris Pelzeln, 1859 — северо-восток Перу, Бразилия (Амазонка) и север Боливии

МСОП присвоил виду охранный статус LC.